# Stadtsparkasse Herdecke
Die Stadtsparkasse Herdecke war eine Sparkasse in Nordrhein-Westfalen mit Sitz in Herdecke (Ennepe-Ruhr-Kreis). Sie war eine Anstalt des öffentlichen Rechts. Ihr Geschäftsgebiet umfasste die Stadt Herdecke, welche auch Trägerin der Sparkasse war.
Am 31. August 2016 fusionierte die Sparkasse Herdecke mit der Sparkasse Hagen zur Sparkasse HagenHerdecke.
Im Jahr 2022 fusionierte die Sparkasse HagenHerdecke mit der Sparkasse Lüdenscheid zur Sparkasse an Volme und Ruhr. Heute umfasst das Geschäftsgebiet der Sparkasse an Volme und Ruhr die Städte Hagen, Halver, Herdecke und Lüdenscheid sowie die Gemeinden Herscheid und Schalksmühle, welche gemeinsam auch Träger in dem Sparkassenzweckverband sind.

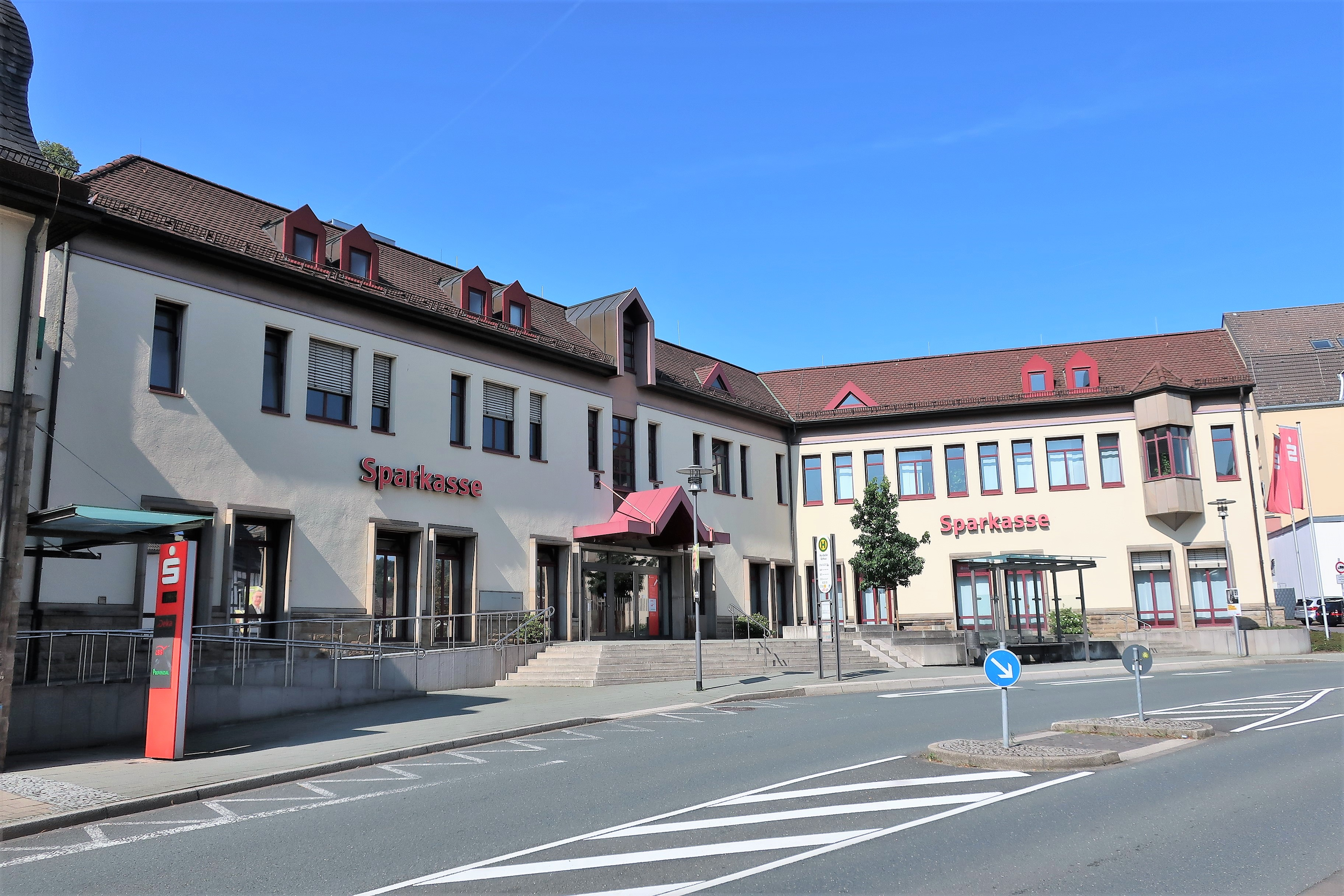
Sparkasse in Herdecke

## Geschichte
Gegründet wurde die ehemalige Stadtsparkasse Herdecke im Jahre 1874 in einem heute noch vorhandenen denkmalgeschützten Fachwerkhaus in der Hauptstraße 24.